# 技術と関わる教育的内容知識

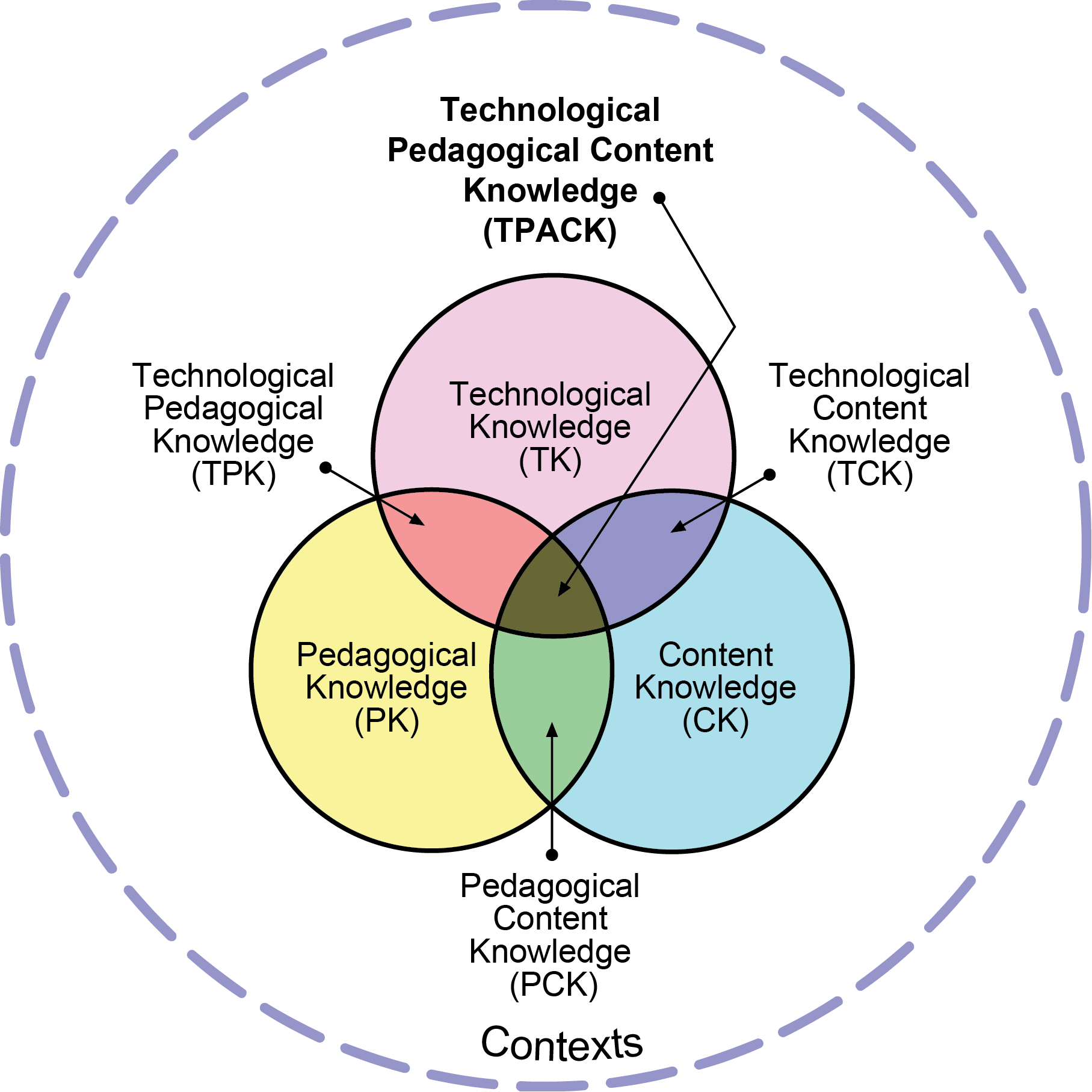
Figure 1. 、「内容に関する知識（CK）」「教育（教職）に関する知識（PK）」「技術に関する知識（TK）」のフレームワークの視覚的表現は、「文脈」を含むようにアップデートされた。 “Reproduced by permission of the publisher, © 2012 by tpack.org”

技術と関わる教育的内容知識 (ぎじゅつとかかわるきょういくてきないようちしき、英称：echnological_pedagogical_content_knowledge、略称：TPACK) は、テクノロジーを効果的に教育に統合するためのテクノロジー、教育方法、そして教育内容の部分集合・共通部分を説明するモデルである。
2000年代初頭に登場した。

## 解説
TPACKは、「教員による文脈的知識（XK）」を、「内容に関する知識（Content Knowledge：CK）」「教育（教職）に関する知識（Pedagogical Knowledge：PK）」「技術に関する知識（Technological Knowledge：TK）」の３つのカテゴリーに分類する。
２つのカテゴリーの重なりには、「教育的内容知識（Pedagogical Content Knowledge：PCK）」「技術と関わる内容知識（Technological Content Knowledge：TCK）」「技術と関わる教育的知識（Technological Pedagogical Knowledge：TPK）」というより具体的な形式がある。
３つ全てのカテゴリ全てが統合されたのが、「技術と関わる教育的内容知識（Technological Pedagogical Content Knowledge：TPACK）」である。文脈的知識には、学校の方針に関する認識といったように、３つのカテゴリー以外の情報も含まれる。
研究者は、効果的なテクノロジーの統合には、教える文脈に関する知識の3つ全ての形式の間の関係性について理解する必要があるとする。

## 歴史
2000年代初頭、研究者はテクノロジーの統合に関する研究や教員養成に対して情報を与え、導くための理論や概念的フレームワークが欠如していることを指摘した。 ショーマンが提唱した「教育的内容知識（PCK）」の定義には、「内容に関する知識（CK）」と「教育（教職）に関する知識（PK）」の2つの異なる知識の間の動的で複雑な関係性が含まれていた。ショーマンは「教育的内容知識（PCK）」を教育内容と教育方法の融合と定義し、学び手の多様な興味や能力に応じてどのようなトピックを教えるべきかについての教員の理解を強調した。
ミシュラとケーラーは5年間にわたって、教員が技術の発展について理解し、これを用いた教育の発展を支援するための実験を行った。この研究の結果、ミシュラとケーラーは2008年にTPCKモデルを発表した。これは後に「TPACK」と呼ばれるようになった。 「技術を教育に適切に取り入れるために教員が知っておくべきことは何か、そしてどのようにそれを発展させていくべきか」という問い は、このフレームワークを開発する上での鍵となった。2019年に、ミシュラは教員の追加の側面として、「文脈的知識（XK）」を提唱した。「文脈的知識（XK）」には、TPACKだけではなく、学校の方針や利用可能な技術などの組織的・状況的制約に関するものも含まれていた。
新しい技術が現場に登場するにつれて、教員には新しいスキルが求められるようになった。結果として、技術に関する知識は教員に必要不可欠な知識となった。研究者は、教室での技術の理解と活用に関する方法や多様な視点といった特定の見解を促進するために、TPACKに関するさまざまなフレームワークを提唱した 。TPACKに基づく研究は、重要な研究の出現につながった(TPACK Newsletter #44, 2021).
ヘリングらは、TPACKの歴史的発展について、研究対象を図式的かつ物語的に説明する概念図を提唱した。そして主要な概念、要因、変数、そしてそれらの間に推定される関係について説明した 。さらに、理論家、研究者、実践家が継続的に調査している他の文脈に対して調査結果を適用することを支援した。

## 定義
TPACK領域とその関連領域は、適切な技術を使って効果的に教えるという複雑な性質に対応している 。異なる領域とサブ領域を異なるスキル概念として検討することも可能だが、メイン領域とサブ領域は相乗的な相互関係で機能するように概念化されており、知識が完全に離れているのではなく、それぞれの部分で重なりがある。したがって、TPACKのモデルは3つのメイン領域で構成され、それぞれに1つのサブ領域が含まれている。サブ領域の目的は、全体的なフレームワークの3つの主要な知識の重なりを理解することで、より広範な領域裏概念を解き明かすことである。メイン領域は、「テクノロジーと教育内容の知識（TCK）」「教授学的内容知識（PCK）」「テクノロジーと教育方法の知識（TPK）」の3つである。サブ領域は、「テクノロジーの知識（TK）」「教育内容の知識（CK）」「教育方法の知識（PK）」の3つである。2019年に、ミシュラは 外側の円を「文脈的知識（XK）」と改名し、テクノロジーの統合が行われる文脈を強調している改訂版TPACK図を提唱した。
「技術に関する知識（TK）」は、教員が技術に関する専門知識をどのように示すかについて扱う。教員がテクノロジーツールとリソースを授業の内容と指導方法に統合するために何が必要かを検討する。TPACKの技術の要素が学習にとって最も有益になるのは、専門的な教育実践 や学習設計に変化をもたらすときである。教員にとって、教員にとって、「技術に関する知識（TK）」は技術に関する知識だけでなく、効果的に指導を計画することを目的として技術を使用するために必要なスキルに関する知識も扱う 。これは、理科の教員も含めてである 。「技術に関する知識（TK）」は、クロスプラットフォームのアプリケーションと機能を理解することとその機能を理解すること、指導の目的と学び手の学習成果を実現するために、それらのアプリケーションをどのように設定するかを含む。
「教育内容の知識（CK）」は特定の強化に関する教員の知識と、その教科がどのように教えられ学ばれるかについてという、以下のような定義の中に位置付けられる。ショーマンが指摘するように、「内容に関する知識（CK）」には、概念、理論、アイデア、組織的フレームワーク、証拠や証明の知識、さらにそのような知識を発展させるための確立された実践やアプローチの知識が含まれる。 技術によって促進される本物の事例を使って、学び手を高次の活動に参加させる効果的な内容の指導は、教員にとっての21世紀の教育と学習の礎となる。したがって、教員は内容を教えるために用いるテクニックについて考慮するだけではなく、主題を教えるために選択する技術についても戦略的である必要がある。なぜなら、これは長期的な学習と知識の保持に対して、プラスまたはマイナスの結果をもたらす可能性があるためである。
「教育（教職）に関する知識（PK）」は、教員が教育学の知識をどのように示すかについて扱う。「教育（教職）に関する知識（PK）」とは、教員が特定のトピックを教える方法や、学び手の多様な興味や能力に合わせて概念をどのように足場かけして教えるかといったアプローチや方法など、教え方に関する具体的な知識のことである。様々な学習スタイルを通して、実際の事例を用いて学び手を高次の活動に参加させる教え方が現代の教え方と学び方の礎となっている。したがって、長期的な学習や知識の獲得に大きな影響を与える可能性があるため、教員は主題を教えるテクニックについて思慮深く検討する必要がある。内容を教える上で高次の思考を可能にし、長期的な知識の保持を可能にし、学び手の学習成果を促進するために適切な技術を選択することは、「内容に関する知識（CK）」の構成要素の中で最も重要である。
最後に、「文脈的知識（XK）」は、教員が全体的な教え方・学び方の文脈に基づき、どのように実践を文脈化するかを示す包括的な領域である。

## TPACKを構築するための方法
教員のTPACK能力を開発するためには、以下のような方法が用いられてきた。
(a) 協調学習、デザインベースの授業設計
(b) テクノロジーマッピング、ゲームベース学習、ディーププレイ
(c)デザインプロセスへの足場かけ
(d) 教員の信念がどのようにTPACKに影響するかの考慮
研究者は、以下のような協調戦略が教員のTPACKを開発するのに役立つことを発見した。
(a)教員全体のメンタリングプログラム
(b) 専門的なコラボレーションと教員の対話
(c) 協調的な振り返りの実践
(d) 専門的な学習共同体
教師教育のリーダーは、教師教育と教員支援プログラムに対して効果的にTPACKの統合を行うための計画を立てる際に、行動理論を使用して重要な領域を特定してきた。

## 尺度
TPACKが導入されてから、研究者と専門の開発者は、教員のTPACKを評価するためのさまざまな手段を開発した 。例えば、自己報告尺度、自由記述式の質問紙調査、パフォーマンス評価、インタビュー調査、観察法などである。 教員養成課程の学生の教育とテクノロジーに関する知識、TPACK-21質問紙 、TPACKリーダーシップ診断ツールといった広く使われている尺度は、妥当性と信頼性がテストされ、さまざまな教育場面で適用されている。
研究者は、量的・質的尺度の双方を通じて、教員のTPACKの詳細を探るのに多大な努力を払ってきた。TPACKを評価するための質的アプローチは、教室観察、授業カリキュラムの分析、教室のビデオ、インタビューを含んでいる。さらに、研究者は「文脈的知識（XK）」（オンラインの学習環境やグローバルの文脈を含む）がTPACKの発達にどのように影響を与えるのかについてさらに明らかにしようと努めてきた。このような経緯から、TPACKの尺度には教員のテクノロジー使用意図が含まれるようになってきた。加えて、研究者たちはTPACKに並んで教員の自己効力感も考慮するようになった。

## 批判
TPACKのフレームワークにはたくさんの批判が寄せられている。そのほとんどは、正確な定義が欠如していることに由来する。TPACKの基礎となっているショーマンの「教授学的内容知識（PCK）」に類似して、研究者はTPACKが統合的なものなのか変革的なものなのか、多様で微妙な視点につながるのか、議論してきた。さらに、研究者はTPACKのフレームワークに関連する7つの知識領域の正確な定義について議論してきたが、1つの領域が他の領域とどのように異なるかについての見解は、研究によって大きく異なる。これらの挑戦はTPACKの領域を区別する「あいまい境界」と呼ばれるものになり、さまざまな変化や適応が生まれた 。これにはウェブテクノロジーについてのTPACK-Wや地理空間についてのG-TPACK、計算的思考についてのTPACK-CT、TPACK実践についてのTPACK-Pなどが含まれる。これらの変化は何人かの研究者が不正利用や概念の希釈によって検討してきた。
TPACKについての2番目に大きな批判は、信頼できる評価手段の欠如と既存の手段の難しさである。 一部の研究者は調査項目に関する参加者の解釈について問題を指摘しており、他の研究者は複数の尺度が利用される時の収束についての問題を報告している。
3番目に大きな批判は、実践へのTPACKの影響に関するものである。一部の研究者は、フレームワークの複雑さが研究者と実践家の双方にとって運用を難しくさせていると主張している。そして、教師の知識のフレームワークとして、教員のためのこの知識体系の開発を支援するための具体的な助言やストラテジーは伴っていない。最後に、TPACKのフレームワークが新しい基準やカリキュラムで推奨されているタイプの改革志向の教育を促進するかどうかは不明であると研究者は指摘している。